# Landgericht Bamberg I
Das Landgericht Bamberg I, auch als Landgericht Bamberg am rechten Regnitzufer bezeichnet, war ein von 1803 bis 1879 bestehendes bayerisches Landgericht älterer Ordnung mit Sitz in Bamberg. Die Landgerichte waren im Königreich Bayern Gerichts- und Verwaltungsbehörden, die 1862 in administrativer Hinsicht von den Bezirksämtern und 1879 in juristischer Hinsicht von den Amtsgerichten abgelöst wurden.

## Geschichte
1803 wurde im Verlauf der Verwaltungsneugliederung Bayerns das Landgericht Bamberg I errichtet. Dieses wurde nach der Gründung des Königreichs Bayern dem Mainkreis zugeschlagen, dessen Hauptstadt zunächst Bamberg war.
Das Landgericht Bamberg I wurde aus Gebieten gebildet, die vor dem Reichsdeputationshauptschluss Teile des Hochstiftes Bamberg waren (lediglich das Amt Gunzendorf war nicht bambergisch gewesen). Dies waren:
- vom Amt Memmelsdorf: Memmelsdorf, Amlingstadt, Drügendorf, Frankendorf, Friesen, Oberscheinfeld, Unters mit dem Kippelhof, Kälberberg, Kalteneggolsfeld, Leesten, Meedensdorf, Melkendorf, Mistendorf, Seigendorf, Schammelsdorf, Seehof, Teuchatz, Tiefenhöchstadt, Tiefenpölz, Weigelshofen und Wernsdorf
- die Stadtrevier, wo Kaipershof und Steinleinshof
- vom Amt Hallstadt: Buchhof, Geisfeld, Lindach, Lohndorf, Naisa, Pödeldorf, Strullendorf mit dem Haselhof und Waasenhaus
- vom Amt Scheßlitz: Litzendorf, Roßdorf am Forst, Zeegendorf
- vom Amt Eggolsheim: Altendorf, Buttenheim, Dreuschendorf, Drosendorf, Hirschaid, Hochstall, Ketschendorf, Oberngrub, Senftenberg, Stackendorf, Unterstürmig, Frankendorf, Friesen, Kalteneggolsfeld, Seigendorf und Weigelshofen
- vom Spitalamt: Kälberberg, Leesten, Tiefenpölz
- vom Amt Gunzendorf: Gunzendorf[1][2]

Anlässlich der Einführung des Gerichtsverfassungsgesetzes am 1. Oktober 1879 wurden in Bamberg zwei Amtsgerichte errichtet. Dabei wurden die Landgerichte älterer Ordnung Landgericht Bamberg I und Bamberg II zum Amtsgericht Bamberg II vereinigt. Man unterschied jedoch weiterhin zwei Teilbezirke, Amtsgericht Bamberg II, Erster Teil (Osthälfte) und Amtsgericht Bamberg II, Zweiter Teil (Westhälfte). Die kreisunmittelbare Stadt Bamberg bildete ab 1879 das Amtsgericht Bamberg I. 1903 wurden diese beiden Amtsgerichte zum Amtsgericht Bamberg vereinigt.

## Beamte des Landgerichts
- Michael Brückner (1804 Landrichter)[2]
- Franz Joseph Titus (1804 Rentbeamter)[2]

Die Namen der Beamten des Landgerichts Bamberg I im Jahr 1809 lassen sich aus dem Königlich-Baierischen Regierungsblatt entnehmen.
- Erster Assessor: Johann Kaspar Beil
- Zweiter Assessor: Joseph Egner